# Ibrahim Ba
Ibrahim Ngom Ba - em árabe, إبراهيم نغوم با  (Dakar, 12 de novembro de 1973) é um ex-futebolista senegalês naturalizado francês. Hoje trabalha como olheiro para uma de suas ex-equipes, o Milan.

## Carreira

### Le Havre
Ba começou a sua carreira no Le Havre, em 1991, permanecendo por cinco temporadas (128 jogos, oito gols) 

### Bordeaux
até se transferir para o Bordeaux, em 1996. Chegou a final da Coupe de la Ligue com os "Girondinos", e estreou na seleção francesa em fevereiro de 1997.

### Milan
Foi vendido para o Milan no verão de 1997, comprada por 11,5 bilhões de liras.Em sua primeira temporada no clube italiano, seu objetivo era se adaptar o mais rápido possível para se firmar na equipe; em 31 jogos, marcou um gol.  Durante os dois primeiros anos que passou no Milan, foi reconhecido pelo apelido Ibou, herdado de seu pai e estampado em sua camisa de número 13, e pelo pitoresco cabelo oxigenado, que lhe valeu o apelido de Pantera Loira.

### Perugia
Ba despontou com um grande futuro, mas nunca passou de uma promessa; desprestigiado no Milan, foi emprestado ao Perugia na temporada 1999-2000, onde ele quebrou um pé e foi suspenso por quatro jogos por ter dado uma cabeçada em um adversário.
De volta aos gramados, Ba tem seu dia de glória no jogo em casa por 2 a 1 contra o Bari, jogo que ficou para a história pela famosa e violenta briga entre os dois presidentes, Gaucci e Matarrese, e pelo primeiro gol com o vermelho e branco.  O bis vem no clássico da Copa Itália com Ternana, no qual ele marca o gol de empate para o Grifone aos 90 minutos. Mas sua temporada na Umbria terminou cedo no final de fevereiro com a ruptura do tendão patelar da perna direita na partida contra o Verona. Para ele, 14 jogos e um gol no campeonato, 4 partidas e um gol na Copa da Itália.

### Olympique de Marseille
Foi emprestado novamente, desta vez para o Olympique de Marseille, em 2001. Na equipe da costa sul francesa, Ba teve curta passagem devido principalmente a lesões: foram apenas 9 jogos.

### Bolton
Em 2003, ele finalmente deixou o Milan e foi para o Bolton Wanderers da Inglaterra, mas sua passagem pela equipe também não lhe correu de feição, e em agosto de 2004.

### Çaykur Rizespor
Ba mudou-se para a Turquia juntando-se ao Çaykur Rizespor em um contrato de um ano em 24 de agosto de 2004.

### Djurgårdens
Em fevereiro de 2005, assinou com o time sueco Djurgårdens IF por um contrato de dois anos. Na época, a transferência causou muita euforia. Só que o fato de a liga sueca ser menos prestigiada que as outras ligas nacionais da Europa não levou Ba a ser o grande jogador que sempre especulou ser. O Djurgårdens venceu a liga sueca em sua primeira temporada, Ba ficou muito tempo no banco de reservas e seu talento não explodiu. Em janeiro de 2006, deixa a equipe após 14 partidas e um gol marcado. Retornou para a Itália e treinou junto com o Varese, da Série C2, visando recuperar a forma física.

### Retorno ao Milan
Em junho de 2007, Ba viajou para Atenas para assistir a final da Liga dos Campeões da UEFA, que o Milan disputou contra o Liverpool, conseqüentemente conquistada pelos "rossoneri". O meia, aos 33 anos de idade, ganhou uma nova chance no Milan e assinou um contrato de um ano, no valor de 200.000 euros. No clube, usaria o número 34 em sua camisa.

### Aposentadoria
Ba não chegou a entrar em campo em sua segunda passagem pelo Milan (foi selecionado por Carlo Ancelotti para a partida contra o Napoli, mas o técnico optou em excluir o francês da lista de reservas), e ao final da temporada, decide se aposentar dos gramados. Porém, continua no time "rossoneri", com a função de descobrir novos talentos no continente africano.

## Seleção Francesa
Embora nascido no Senegal, Ba não chegou a defender a seleção de seu país natal, optando em jogar pela França em 1997, fazendo sua estreia contra Portugal. Fez parte do plantel que disputou o Torneio da França, que servia como preparação para a Copa de 1998.
Incluído por Aimé Jacquet na pré-lista de convocados, acabou sendo cortado da relação final, ficando impedido de integrar o elenco de 22 atletas que conquistou o título. Depois da competição, Ba, cuja última partida pelos Bleus fora em janeiro de 1998, não seria mais convocado.

## Títulos
Milan
- Campeonato Italiano: 1998–99
- Copa da Itália: 2002–03
- Liga dos Campeões da UEFA: 2002–03

Djurgårdens IF
- Campeonato Sueco: 2005
- Copa da Suécia: 2005